# Monoszló (Horvátország)
Monoszló (másképpen Drávamonoszló, horvátul: Podravska Moslavina) falu és község Horvátországban, Eszék-Baranya megyében.

## A község települései
Közigazgatásilag Monoszló mellett még Gezinci, Krčenik és Martinci Miholjački települések tartoznak a községhez.

## Fekvése
Eszéktől légvonalban 60, közúton 66 km-re északnyugatra, Alsómiholjáctól 15 km-re nyugatra, a Dráva jobb partja közelében, az Alsómiholjácról Szalatnokra menő út mentén fekszik. Legközelebbi települések északon légvonalban 2 km-re Vejti (Magyarország), délre közúton 4 km-re Krčenik.

## Története
A települést 1397-ben „Monozlou” néven említik először Valpó várának tartozékaként. 1413-ban „Moslow”, 1470-ben „Monozlo” alakban említik a korabeli források. A valpói uradalommal együtt a Marótiak birtoka volt egészen a család kihaltáig 1476-ig. Mátyás király ezután birtokot Geréb Mátyásnak és Péternek adományozta. Szent Tamás tiszteletére szentelt plébániatemplomát 1491-ben és 1501-ben említik. 1543-ban elfoglalta a Mehmed bég vezette török sereg. A török uralom idején a Pozsegai szandzsák része volt. 1562 márciusában Zrínyi Miklós horvát bán, szigeti várkapitány katonái egészen Pécsig portyáztak, ahonnan hatvan török rabot hurcoltak Szigetre. Erre az oszmán katonai vezetés elhatározta, hogy a Drávától délre felépíti Monoszló várát, hogy megakadályozza Zrínyi seregét Szlavónia megszállt részeinek visszafoglalásában. A feladat végrehajtásával Jahioglu Arszlán pozsegai béget bízták meg. A terv meghiúsítása végett Zrínyi 1562. március 26-án háromezer emberével titokban átkelt a Dráván és rajtaütött a törökökön. A meglepetés sikerült, a magyar seregek Monoszlónál megverték Arszlán csapatait. Zrínyi a győzelem után lerontotta és felégette a várat, árkait betemette és több faltörő ágyút zsákmányolt. A várat a török még abban az évben újra felépítette. Monoszló 1686-ban felszabadult a török uralom alól. 1698-ban mezővárosként „Oppidum Moszlavina” néven szerepel a szlavóniai települések kamarai összeírásában. 1702-ben 19 háztartás volt a településen. A felszabadítás után kezdetben kamarai birtok volt, majd VI. Károly 1721. december 31-én a valpói uradalommal együtt Prandau Péternek adományozta. 1745-től a polgári közigazgatás bevezetésével Verőce vármegye része lett. 1789-ben a korábbi kápolna alapjain felépítették a Szűz Mária templomot és Monoszló újra plébánia székhelye lett.
Az első katonai felmérés térképén „Moslavina” néven található. Lipszky János 1808-ban Budán kiadott repertóriumában „Moszlavina” néven szerepel. Nagy Lajos 1829-ben kiadott művében „Moszlavina” néven 177 házzal, 1239 katolikus vallású lakossal az oppidumok között találjuk.
1857-ben 1244, 1910-ben 1569 lakosa volt. Verőce vármegye Alsómiholjáci járásához tartozott. 1902-ben hadgyakorlatot tartottak a határában, melynek során pontonhidat építettek a Dráván. A hadgyakorlatot megtekintette I. Ferenc József császár és Ferdinánd román trónörökös is. Az 1910-es népszámlálás adatai szerint lakosságának 82%-a horvát, 12%-a magyar, 4%-a német anyanyelvű volt. Az első világháború után 1918-ban az új szerb-horvát-szlovén állam, majd később (1929-ben) Jugoszlávia része lett. A második világháború idején a magyar és német lakosságot elűzték. 1991-ben lakosságának 99%-a horvát nemzetiségű volt. 2011-ben a falunak 798 lakosa, a községnek összesen 1202 lakosa volt.

## Lakossága
| Lakosság változása | Lakosság változása | Lakosság változása | Lakosság változása | Lakosság változása | Lakosság változása | Lakosság változása | Lakosság változása | Lakosság változása | Lakosság változása | Lakosság változása | Lakosság változása | Lakosság változása | Lakosság változása | Lakosság változása | Lakosság változása |
| ------------------ | ------------------ | ------------------ | ------------------ | ------------------ | ------------------ | ------------------ | ------------------ | ------------------ | ------------------ | ------------------ | ------------------ | ------------------ | ------------------ | ------------------ | ------------------ |
| 1857               | 1869               | 1880               | 1890               | 1900               | 1910               | 1921               | 1931               | 1948               | 1953               | 1961               | 1971               | 1981               | 1991               | 2001               | 2011               |
| 1.244              | 1.261              | 1.228              | 1.342              | 1.345              | 1.569              | 1.551              | 1.635              | 1.734              | 1.760              | 1.596              | 1.377              | 1.119              | 946                | 925                | 798                |

## Nevezetességei
A Kisboldogasszony tiszteletére szentelt római katolikus temploma. Elődje egy Szűz Mária tiszteletére szentelt kápolna volt, melyhez 1789-ben hajót és tornyot építettek. A mai templomot 1885-ben szentelték fel a Kisboldogasszony tiszteletére. A templom téglából épült jellegzetes stílus nélkül, egyenes és szimmetrikus vonalakkal. 1944-ben egy ágyúgránáttól súlyosan megrongálódott, különösen a torony, melyet a lövedék teljesen átütött megsemmisítve az óraszerkezetet. Ilyen állapotban állt 1956-ig, amikor új, piramis alakú toronysisakkal fedték be. A teljes felújítás 1975-ben kezdődött. Ennek során a szentélyt bővítették, így az épület latin kereszt alaprajzú lett. Hosszúsága 23 méter, a mennyezet magassága 6 és fél méter, a torony magassága 25 méter. Berendezését teljesen kicserélték. A falakat 170 cm magasságig tölgyfa lambériával burkolták. A szentély közepére márvány oltárt építettek, padlóját műmárvánnyal burkolták.

## Kultúra
A KUD „Slavonac” Podravska Moslavina kulturális és művészeti egyesületet 1995-ben alapították. Célja a helyi fiatalságnak a kultúra irányába terelése, a népdalok, néptáncok, a népzene és a népviselet, valamint a hagyományok őrzése. A mintegy 90 tagot számláló egyesületnek ma négy szekciója van: tamburazenekar, gyermek és felnőtt folklórcsoport, valamint színjátszó csoport. Felléptek már az ország számos fesztiválján, de szerepeltek Magyarországon, Bosznia-Hercegovinában és Észak-Macedóniában is. Az egyesület minden évben megrendezi a Folklórszemlét, a Karácsonyi koncertet, a Mikulásvárást, a Farsangi mulatságot, a Májusi koncertet és a kézimunkáikból rendezett kiállítást.

## Oktatás
A településen a villyói Ante Starčević általános iskola négyosztályos területi iskolája működik.

## Sport
- Az NK Podravac labdarúgócsapata a megyei 2. ligában szerepel.
- ŠRD „Štuka” sporthorgász egyesület.

## Egyesületek
- DVD Podravska Moslavina önkéntes tűzoltó egyesület.
- LD „Šljuka” Podravska Moslavina vadásztársaság.